# Mushroomhead (album)
Mushroomhead è il primo eponimo album in studio del gruppo musicale heavy metal statunitense Mushroomhead, pubblicato nel 1995 da MRH.

## Tracce
1. Slow Thing – 3:45
2. Elevation – 3:33
3. Too Much Nothing – 3:19
4. Intermission – 2:05
5. Ego Tripp – 6:05
6. Mommy – 5:08
7. 2nd Thoughts – 3:44
8. Casualties in B Minor – 1:15
9. Indifferent – 4:46
10. Simpleton – 2:23
11. 43 – 4:49
12. Episode 29 – 3:36
13. Snap – 1:26

## Formazione
- J Mann: voce
- Jeffrey Nothing: voce
- J.J. Righteous: chitarra
- Dinner: chitarra
- Mr. Murdernickel: basso
- Shmotz: tastiera
- Skinny: batteria, percussioni
- DJ Virus: campionatore, elettronica[non chiaro]
- Mandy Lascko: voce